# Laurent Péchoux
Cet article possède un paronyme, voir Laurent Pécheux.
Laurent Élisée Péchoux (né à Aromas le 15 octobre 1904 et mort à Arbois le 28 janvier 2000) est un administrateur colonial français.

## Biographie
Il prend les fonctions de secrétaire général de la Côte d'Ivoire le 30 août 1948, poste resté vacant plus d'un an. Par la suite, il devient gouverneur de Côte d'Ivoire du 10 novembre 1948 au 25 avril 1952, après avoir fait fonction de gouverneur général de l'A.E.F. de juin à juillet 1947. Il est chargé par le gouvernement français de réprimer le Rassemblement démocratique africain, lequel militait pour l'indépendance des colonies françaises et était soupçonné de sympathies communistes. Il s’emploie à favoriser les dissensions internes à l'aide d'agents provocateurs et fait incarcérer en masse les militants du parti.
Il est ensuite commissaire français du Togo, alors mandat français, en remplacement de Yves Digo, de 1952 à 1955, date à laquelle il est remplacé par Jean Bérard. Il occupe ensuite le poste de Haut commissaire en Nouvelle-Calédonie jusqu'en 1963.

## Écrits
- Le Mandat français sur le Togo, Thèse de doctorat de Laurent Péchoux, Université de Dijon
- Regards français sur le Togo des années 1930, par Jean Martet, Claude Lestrade, Laurent Péchoux, Jacques Massu, Éditions HAHO, N.E.A.-Togo (Lomé, Paris), 1994